# Indianapolis Colts 2002
La stagione 2002 degli Indianapolis Colts è stata la 49ª della franchigia nella National Football League, la 19ª con sede a Indianapolis. I Colts conclusero con un record di 10 vittorie e 6 sconfitte, terminando al secondo posto della division e centrando l'accesso ai playoff per la terza volta in quattro stagioni. Questa stagione vide l'assunzione del capo-allenatore Tony Dungy che avrebbe portato la squadra alla vittoria del Super Bowl nel 2006. I Colts furono inseriti nella nuova AFC South division dopo avere passato le ultime 32 stagioni nella AFC East.

## Roster
| Roster degli Indianapolis Colts nel 2002 |
| --- |
| Quarterback - 7 Brock Huard - 18 Peyton Manning Running Back - 20 Autry Denson - 36 Jim Finn FB - 32 Edgerrin James - 23 James Mungro - 42 Detron Smith FB - 35 Ricky Williams Wide Receiver - 84 Drew Haddad - 88 Marvin Harrison - 83 Qadry Ismail - 86 Troy Walters - 87 Reggie Wayne Tight End - 80 Joe Dean Davenport - 81 Marcus Pollard - 85 Mike Roberg - 85 Jermaine Wiggins Offensive Linemen - 64 Rick DeMulling G - 71 Ryan Diem G - 78 Tarik Glenn T - 74 Waverly Jackson G/T - 73 Adam Meadows T - 61 Rob Murphy G - 69 Pete Pierson T - 56 Tupe Peko C - 63 Jeff Saturday C Defensive Linemen - 92 Chad Bratzke DE - 79 Raheem Brock DE - 97 James Cannida DT - 93 Dwight Freeney DE - 68 Josh Mallard DE - 91 Chukie Nwokorie DE - 95 David Pugh DT - 99 Brad Scioli DT - 75 Larry Tripplett DT - 96 Josh Williams DT Linebacker - 94 Rob Morris MLB - 52 Mike Peterson OLB - 98 Sam Sword OLB - 52 Donnel Thompson MLB - 50 David Thornton OLB - 53 Marcus Washington OLB Defensive Back - 28 Idrees Bashir FS - 31 Clifton Crosby CB - 34 Jason Doering FS/SS - 26 David Gibson SS - 25 Nick Harper CB - 21 Walt Harris CB - 29 Joseph Jefferson CB - 40 Brian Leigeb S - 27 David Macklin CB - 37 Eric Vance S - 20 Joe Walker S Special Team - 17 Hunter Smith P - 48 Justin Snow LS - 13 Mike Vanderjagt K Lista delle riserve - 16 Troy Albea WR (IR) - 43 Brian Allen RB (IR) - 41 Cory Bird SS (IR) - 47 Jermaine Hampton DB (PUP) - 58 Curt McGill C (IR) - 33 Dominic Rhodes RB (IR) - 30 Shyrone Stith RB (IR) Squadra di allenamento - 15 Adam Herzing WR - 72 Brandon Hicks DT - 67 Hans Olsen G |
| Legenda - I rookie sono in corsivo. - Il primo ruolo è il principale mentre gli eventuali successivi indicano i ruoli secondari. - (IR) sta per Injured Reserve ed indica la lista ristretta per un solo giocatore infortunato che può tornare ad allenarsi dopo la settimana 6 e a rientrare in prima squadra dopo che questa ha giocato 8 partite. - (NF-Inj.) / (NF-Ill.) stanno rispettivamente per Non-Football Injured e Non-Football Illness ed indicano le liste dove viene inserito un giocatore che ha un infortunio o una malattia non dipendente dal football americano. - (PUP) sta per Physically Unable to Perform ed indica la lista dove viene inserito un giocatore mentre è in attesa di recuperare la condizione fisica. Nella stagione regolare dopo la sesta partita giocata dalla propria squadra, il giocatore ha tempo tre settimane per riprendere ad allenarsi, più tre settimane aggiuntive dal suo rientro agli allenamenti per rientrare in prima squadra. |

Fonte:

## Calendario
| Stagione regolare |                    |                         |                    |                    |                            |                    |                    |
| Turno             | Data               | Avversario              | Risultato          | Record             | Stadio                     | Pubblico           | Sintesi            |
| 1                 | 8 settembre        | at Jacksonville Jaguars | V 28–25            | 1–0                | Alltel Stadium             | 56,595             | Recap              |
| 2                 | 15 settembre       | Miami Dolphins          | S 13–21            | 1–1                | RCA Dome                   | 56,650             | Recap              |
| 3                 | 22 settembre       | at Houston Texans       | V 23–3             | 2–1                | Reliant Stadium            | 69,204             | Recap              |
| 4                 | Settimana di pausa | Settimana di pausa      | Settimana di pausa | Settimana di pausa | Settimana di pausa         | Settimana di pausa | Settimana di pausa |
| 5                 | 6 ottobre          | Cincinnati Bengals      | V 28–21            | 3–1                | RCA Dome                   | 56,570             | Recap              |
| 6                 | 13 ottobre         | Baltimore Ravens        | V 22–20            | 4–1                | RCA Dome                   | 56,174             | Recap              |
| 7                 | 21 ottobre         | at Pittsburgh Steelers  | S 10–28            | 4–2                | Heinz Field                | 62,800             | Recap              |
| 8                 | 27 ottobre         | at Washington Redskins  | S 21–26            | 4–3                | FedExField                 | 80,169             | Recap              |
| 9                 | 3 novembre         | Tennessee Titans        | S 15–23            | 4–4                | RCA Dome                   | 56,752             | Recap              |
| 10                | 10 novembre        | at Philadelphia Eagles  | V 35–13            | 5–4                | Veterans Stadium           | 65,660             | Recap              |
| 11                | 17 novembre        | Dallas Cowboys          | V 20–3             | 6–4                | RCA Dome                   | 57,057             | Recap              |
| 12                | 24 novembre        | at Denver Broncos       | V 23–20            | 7–4                | Invesco Field at Mile High | 75,075             | Recap              |
| 13                | 1º dicembre        | Houston Texans          | V 19–3             | 8–4                | RCA Dome                   | 56,820             | Recap              |
| 14                | 8 dicembre         | at Tennessee Titans     | S 17–27            | 8–5                | Adelphia Coliseum          | 68,804             | Recap              |
| 15                | 15 dicembre        | at Cleveland Browns     | V 28–23            | 9–5                | Cleveland Browns Stadium   | 73,098             | Recap              |
| 16                | 22 dicembre        | New York Giants         | S 27–44            | 9–6                | RCA Dome                   | 56,579             | Recap              |
| 17                | 29 dicembre        | Jacksonville Jaguars    | V 20–13            | 10–6               | RCA Dome                   | 56,755             | Recap              |

Nota: Gli avversari della propria division sono in grassetto.

### Playoff
| Playoff   |                |                      |           |        |                |         |
| Turno     | Data           | Avversario           | Risultato | Record | Stadio         | Sintesi |
| Wild Card | 4 gennaio 2003 | at New York Jets (4) | S 0–41    | 0–1    | Giants Stadium | Recap   |

## Classifiche
| AFC South              |    |    |   |      |     |      |     |     |     |
|                        | V  | S  | P | %    | DIV | CONF | PF  | PS  | STR |
| (2) Tennessee Titans   | 11 | 5  | 0 | .688 | 6–0 | 9–3  | 367 | 324 | V5  |
| (5) Indianapolis Colts | 10 | 6  | 0 | .625 | 4–2 | 8–4  | 349 | 313 | V1  |
| Jacksonville Jaguars   | 6  | 10 | 0 | .375 | 1–5 | 4–8  | 328 | 315 | S2  |
| Houston Texans         | 4  | 12 | 0 | .250 | 1–5 | 2–10 | 213 | 356 | S3  |